# Trận Malplaquet
Trận Malplaquet là một trong những trận đánh lớn của Chiến tranh Kế vị Tây Ban Nha, diễn ra vào ngày 11 tháng 9 năm 1709. Trong trận đánh này, quân Đồng minh Áo, Anh, Hà Lan và Phổ đã đánh bại quân Pháp, buộc quân Pháp phải triệt thoái khỏi chiến trường và gây thảm cảnh cho vua Louis XIV nước Pháp. Tuy nhiên, với sự triệt binh có trật tự và sĩ khí chẳng sa sút của quân Pháp, thắng lợi này trở nên một "chiến thắng kiểu Pyrros" của khối Đại Liên minh, mặc dù chiến thắng này khiến cho thắng lợi này là rõ rệt và quân Liên minh giải nguy được thành Mons. Khi quân Pháp thất thế, Thống chế Pháp là Claude-Louis-Hector de Villars cũng bị thương trong trận kịch chiến này. Với tổn thất cực lớn của cả hai phe tham chiến, đây là một trận đánh kinh hoàng nhất của cuộc Chiến tranh Kế vị Tây Ban Nha nói riêng trong các cuộc chiến tranh của Louis XIV nói chung, và cũng là trận đánh đẫm máu nhất châu Âu trong vòng một thế kỷ, thậm chí trận này vẫn giữ vai trò ấy mãi cho đến khi trận Borodino bùng nổ vào năm 1812. Ngoài ra, chiến thắng đắt giá của quân Liên minh trong trận chiến này cũng ghi dấu hai đoàn to lớn nhất châu Âu đương khi ấy, và tướng lĩnh của cả hai phe đều rút ra nhiều kinh nghiệm quý báu từ trận đánh đẫm máu này, trong khi bản thân vị tướng thắng trận Marlborough cũng tỏ ra đau đớn trước cuộc tàn sát này dù quân Pháp đã thua. Thực chất, sau thất bại đẫm máu này (góp phần làm nên một loạt thảm họa bi đát cho nước Pháp cuối triều Louis XIV người Pháp không còn dám giáp mặt với ông nữa.
Phải qua mất lần tấn công thì quân Đồng minh mới chiến thắng trận này, buộc quân Pháp phải lui binh sau một loạt đợt công kích bất thành vào đội Kỵ binh quân Liên minh. Trận ác chiến này là thắng lợi chung thứ ba của John Churchill, Công tước thứ nhất của Marlborough và Vương công Eugène de Savoie-Carignan, là chiến thắng thứ tư của chính Marlborough và cũng là chiến thắng cuối cùng của ông. Tuy đắt giá (được xem là một thắng lợi nhờ vào tiêu hao) nhưng chiến thắng này vẫn nêu bật tài nghệ chiến thuật của Marlborough, song công lớn trong thắng lợi chủ yếu thuộc về Eugène - chính ông đã tạo điều kiện cho Marlborough đánh bại một cánh quân Pháp. Ông đã bị thương trong chiến đấu, nhưng cương quyết không thoái lui. Thắng lợi đắt giá này khiến cho phe cánh chống Marlborough tại Anh Quốc được dịp nổi lên và điều ấy đã đe dọa nghiêm trọng đến nỗ lực chiến tranh của nước Áo, dù thất bại đẫm máu này đã khiến cho Louis XIV một lần nữa thất thế và phải cầu hòa.

## Bối cảnh
Sau khi phải trì hoãn chiến dịch do thời tiết quá khắc nghiệt, quân Liên minh phát động chiến dịch chống Pháp năm 1709 vào giữa tháng 6. Không thể nào đánh một trận với đạo quân Pháp của Thống chế Villars bởi do phòng tuyến kiên cố của quân Pháp và huấn lệnh của Triều đình Versailles không cho vị Thống chế đánh trận, Thống chế Anh là Quận công Marlborough thứ nhất chuyển tầm ngắm của ông sang hai pháo đài Tournai và Ypres. Tournai thất thủ sau khi bị vây khốn trong suốt 70 ngày, và để tránh bệnh dịch lan truyền trong ba quân ở vùng đất nghèo ngặt xung quanh Ypres, Marlborough lại phải Đông tiến về pháo đài Mons nhỏ hơn, với mong muốn đánh chiếm nó nhằm bọc sườn phòng tuyến của quân Pháp ở phía Tây. Villars tiến quân đến, theo những huấn dụ mới của vua Louis XIV là bằng mọi giá phải giải vây cho Mons – Villars là một vị Thống chế táo bạo do đó đây rõ là một huấn lệnh cho ông mở trận. Sau một loạt đợt tiến quân phức tạp, hai đoàn quân đã chạm trán nhau dọc theo cái lỗ hổng Malplaquet ở hướng Tây Nam Mons.

## Diễn biến
Quân Đồng minh, phần lớn là Quân đội Áo và Hà Lan, nhưng cũng có nhiều đạo quân Anh và Phổ, do Quận công Marlborough thứ nhất và Tổng thống lĩnh quân Áo là Vương công Eugène de Savoie-Carignan chỉ huy, trong khi quân Pháp và một đạo quân Bayern là do Villars và Thống chế Boufflers cầm đầu. Thực chất, Boufflers là cấp trên của Villars, nhưng ông lại tình nguyện phục vụ Villars. Quân Đồng minh có 86 nghìn binh sĩ và 100 khẩu hỏa pháo và quân Pháp có khoảng 75 nghìn binh sĩ và 80 khẩu hỏa pháo, và họ đóng trại cách nhau một tầm đại bác gần nơi mà ngày nay là biên giới Pháp-Bỉ. Vào lúc 9.00 sáng ngày 11 tháng 9 năm 1709, quân Áo cùng với quân Liên minh Phổ - Đan Mạch do Bá tước Albrecht Konrad Finck von Finckenstein chỉ huy đã tiến công và đẩy đội tả binh vào Pháp về khu rừng đằng sau họ. Ở cánh trái quân Liên minh, quân Hà Lan dưới quyền Johan Willem Friso, Vương công xứ Orange tấn công đội hữu binh Pháp nửa tiếng sau đó, và dù phải chịu tổn thất nặng nề nhưng họ đã thành công trong việc ngăn chặn Boufflers tăng viện cho Villars.
De Villars đã củng cố quân ngũ, nhưng Marlborough và Eugène lại phát động tấn công, được yểm trợ bởi một chi đội dưới quyền Tướng Withers xuất kích từ sườn trái quân Pháp, buộc De Villars phải chuyển bớt trung quân của ông về đối diện với họ. Trong khoảng 1.00 giờ chiều hôm đó, một viên đạn hỏa mai đã xuyên thẳng vào đầu gối của De Villars, buộc ông phải giao lại quyền chỉ huy cho Boufflers.

## Ghi nhận trực tiếp
Một ghi nhận trực tiếp về trận Malplaquet có thể được tìm thấy trong quyển sách "Amiable Renegade: The Memoirs of Peter Drake (1671-1753)" từ trang 163 cho đến trang 170. Đại úy Peter Drake - một người Ireland đã dành phần lớn cuộc đời mình như một lính đánh thuê trong quân đội nhiều nước châu Âu, đã chiến đấu cho quân Pháp trong trận này và vài lần bị thương. Drake viết hồi ký ấy khi ông đã có tuổi.

## Kết quả
Như một thắng lợi chung thứ ba của Marlborough và Eugène và là thắng lợi thứ tư của riêng Marlborough khi ông trên đỉnh cao vinh quang, về nguyên tắc và về hình thức thì trận Malplaquet là một chiến thắng của quân Liên minh vì quân Pháp buộc phải thoát lui vào cuối ngày và quân Liên minh chiếm lĩnh toàn bộ trận địa. Một lần nữa, tài nghệ chiến thuật của Marlborough đã đem lại thắng lợi cho ông, là một thắng lợi rõ rệt cho quân Đồng minh. Nhưng, công lớn nhất cho chiến thắng thuộc về Eugène, người đã đánh tạt sườn quân Pháp, tạo điều kiện cho Marlborough đánh bại một cánh khác của quân Pháp để mà thắng cả trận. Tuy nhiên cái giá phải trả cho chiến thắng này là 21 nghìn người chết và bị thương trong khi quân Pháp chỉ thiệt hại 11 nghìn người. Đồng thời quân Pháp cũng không bỏ chạy hỗn loạn mà rút lui một cách có trật tự, bảo toàn được binh lực của mình. Nếu như mở đầu trận đẫm máu này quân Hà Lan có đến 80 Sư đoàn, thì sau thắng lợi họ thậm chí không còn đủ binh sĩ hình thành 18 Sư đoàn. Thống chế De Villars đưa ra một nhận xét về kết quả trận đánh với nội dung gần y hệt như của vua Pyrros sau những chiến thắng đắt giá trước quân La Mã ngày xưa:
| “                                                   | Nếu Chúa Trời ban cho chúng ta ân huệ tiếp tục bị "bại trận" như thế này nữa, Bệ hạ chắc chắn sẽ nhìn thấy cảnh quân thù bị tiêu diệt sạch. | ” |
| — Trích đoạn thư của Villars gửi cho vua Louis XIV, | |   |

Sử gia John A. Lynn trong tác phẩm The Wars of Louis XIV 1667-1714 đã đánh giá trận này là chiến thắng kiểu Pyrros của quân Đồng minh, tuy nhiên thất bại này cũng khiến cho Louis XIV bị đau sầu và nỗ lực giải cứu thành Mons bị thất bại và ngày 20 tháng 10 Mons rơi vào tay quân Đồn minh. Các tướng giỏi của Pháp đều bị thương trong trận này, và Villars cũng nằm trong số ấy. Mặt khác, quân Liên minh thắng này cũng tóm gọn 500 binh lính Pháp. Một lần nữa, Louis XIV thất thế, nên phải cầu hòa. Sau thất bại đẫm máu này - góp phần làm nên một trong những thảm họa bi đát của nước Pháp cuối triều Louis XIV, thực ra người Pháp đã bị đánh đuổi khỏi bờ kênh Sambre về Valenciennes và không bao dám giáp mặt với Marlborough nữa. Tuy nhiên, thương vong khủng khiếp của trận đánh đẫm máu nhất thế kỷ 18 này (vốn ghi dấu ấn của hai đoàn quân to lớn nhất của châu Âu thời bấy giờ đã khiến cả châu Âu chấn động. Đã có những tin đồn lan truyền về việc Marlbrough chết trận, điều này trở thành cảm hứng cho một bài dân ca Pháp nổi tiếng mang tên Marlbrough s'en va-t-en guerre. Và trái với các chiến thắng trước, lần này Marlborough không nhận được thư chúc mừng nào từ Nữ vương Anh là Anne. Chỉ thị cho Vander Beck của Richard Blackmore là một trong những bài thơ hiếm hoi ca ngợi "chiến thắng" của Marlborough tại Malplaquet, trong khi đó Đảng Bảo thủ (Tory) bắt đầu vận động cho việc rút lui khỏi chiến tranh và đàm phán hòa bình với Pháp. Như vậy, chiến thắng đắt giá tại Malplaquet (được xem là một thắng lợi nhờ vào tiêu hao) đã khiến cho các kẻ thù chính trị của Marlborough lên mặt, và đương khi ấy không ai biết rằng đó chính là trận thắng cuối cùng trong võ nghiệp của ông. Trước lòng dũng cảm của người Pháp thể hiện qua việc gây tổn thất nặng nề cho quân Đồng minh ở trận Malplaquet và ngăn chặn cuộc tiến công, người Anh nhận thấy rằng cuộc chiến tranh khó có thể kết thúc được. Mà, điều ấy lại còn gây tổn hại to lớn đến nỗ lực chiến tranh của Eugène và cả nước Áo, trong khi người Hà Lan sau chiến thắng đắt giá này cũng bắt đầu nản chí. Việc Anh rút khỏi chiến tranh khiến cán cân sức mạnh nghiêng hẳn về phía Pháp và điều đó khiến họ có thể đánh tan quân Áo và Hà Lan tại trận Denain. Với thắng lợi ấy, Villars đã trả thù được cho thất bại ở Malplaquet - một trong loạt thảm họa dồn dập dưới triều Louis XIV, nơi vị Thống chế đã thua to và còn bị thương.
Mãi cho đến khi trận Borodino bùng nổ vào năm 1812, trận Malplaquet vẫn luôn được xem là trận đánh tàn khốc nhất trời Âu. Sau trận đánh đẫm máu này, hai phe đã rút ra nhiều bài học quý báu, nhanh hơn hẳn các tướng lĩnh thời Chiến tranh thế giới thứ nhất. Đặc biệt, sau thắng lợi này, Marlborough luôn băn khoăn và đau xót vì trận tàn sát này.